# رودلف باور (سياسي)
رودلف باور (بالسلوفاكية: Rudolf Bauer)‏ هو سياسي سلوفاكي، ولد في 28 سبتمبر 1957 في أوسترافا في التشيك. حزبياً، نشط في Conservative Democrats of Slovakia ‏.